# Département d'Avellaneda (Río Negro)
Pour les articles homonymes, voir Avellaneda (homonymie) et Département d'Avellaneda (Santiago del Estero).
 (décembre 2024).
Si vous disposez d'ouvrages ou d'articles de référence ou si vous connaissez des sites web de qualité traitant du thème abordé ici, merci de compléter l'article en donnant les références utiles à sa vérifiabilité et en les liant à la section « Notes et références ».
Le département d'Avellaneda est une des 13 subdivisions de la province de Río Negro, en Argentine. Son chef-lieu est la ville de Choele Choel.
Le département a une superficie de 20 379 km2.

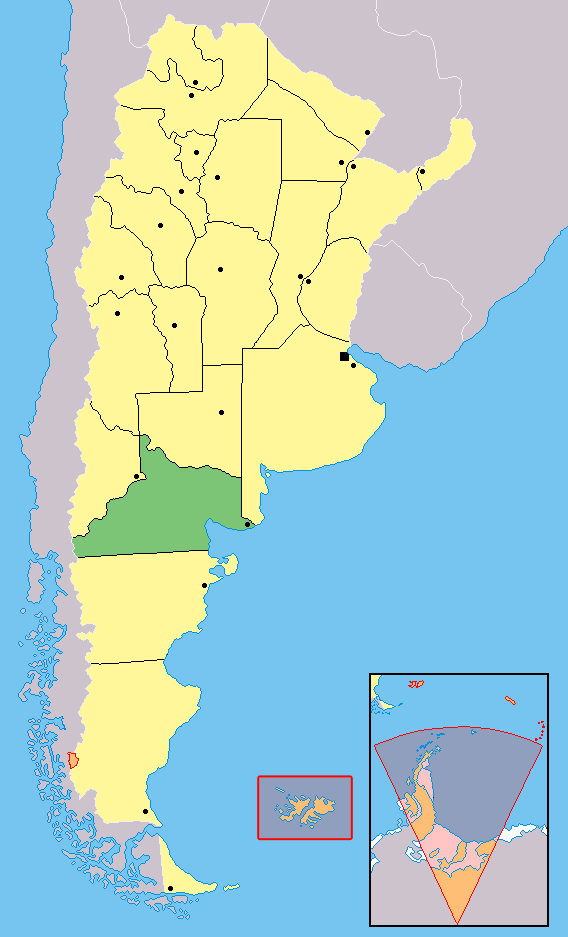
Localisation de la province de Río Negro en Argentine

## Population
Sa population s'élevait à 32 308 habitants au recensement de 2001.

## Localités principales
Les localités principales de ce département sont :
- Choele Choel
- Lamarque
- Luis Beltrán
- Chimpay
- Coronel Belisle
- Darwin
- Pomona
- Chelforó